# Надав
Надав (івр. נָדָב) — цар Ізраїльського царства, що правив 2 роки (3Цар 15:25), син Єровоама I.
Надав правив лише близько двох років до своєї смерті у 906 році до н. е., чи за іншими даними з 910 по 909 р. до н. е.. На другому році свого царювання Надав очолив військовий похід проти міста Ґіббетону, яке тоді належало  філістимлянам. Однак він був раптово вбитий  Ваасою — сином Ахії, який і проголосив себе царем.
Вааса командував його військом та походив з їзраїльського племені Іссахара. Він наказав повбивати всіх, хто належав до родини Надава. Такою була кара Божа за «Гріх Єровоама» (3Цар 15:25-31). Цими гріхами були очевидно ханаанські божки та золоті тельці, яким почав поклонятися його батько — Єровоам, та принесення  жертв священиками ним призначеними і що не належали до левітів (1Цар 12:28-33).  Таким чином рання смерть Надава пояснюється гріхами його батька.